# Mark Rypien
Pour l’article homonyme, voir Rick Rypien.
(en) Statistiques sur pro-football-reference
Mark Robert Rypien, né le 2 octobre 1962 à Calgary, est un joueur canadien de football américain.

## Biographie
Ce quarterback a joué pour les Redskins de Washington (1986–1993), les Browns de Cleveland (1994), les Rams de Saint-Louis (1995, 1997), les Eagles de Philadelphie (1996) et les Colts d'Indianapolis (2001) en National Football League (NFL).
Il a remporté les Super Bowls XXII et XXVI.
Il est le cousin des hockeyeurs Rick Rypien et Shane Churla. Son neveu est Brett Rypien (en) et sa fille Angela Rypien (en).